# Barič (priimek)
Barič je priimek več oseb:

## Znani slovenski nosilci priimka
- Ana Barič Moder (*1979), prevajalka
- Nika Barič (*1992), košarkarica
- Polona Barič (*1992), rokometašica
- Uroš Barič, klasični kitarist
- Vida Deželak Barič (*1954), zgodovinarka